# Krystian Gryglewski
Krystian Gryglewski (20 de junio de 1994) es un deportista polaco que compitió en esgrima, especialista en la modalidad de florete. Ganó una medalla de bronce en el Campeonato Europeo de Esgrima de 2018, en la prueba por equipos.

## Palmarés internacional
| Campeonato Europeo | Campeonato Europeo | Campeonato Europeo | Campeonato Europeo  |
| Año                | Lugar              | Medalla            | Prueba              |
| ------------------ | ------------------ | ------------------ | ------------------- |
| 2018               | Novi Sad (Serbia)  | Medalla de bronce  | Florete por equipos |